# Gentiana decemfida
Gentiana decemfida är en gentianaväxtart som beskrevs av Buch.-ham. och David Don. Gentiana decemfida ingår i släktet gentianor, och familjen gentianaväxter. Utöver nominatformen finns också underarten G. d. aprica.